# Bill Lynn
 Bill Rueda Lynn  (* 17. März 1933 in Bogotá, Kolumbien; † 5. Januar 2006 in Villa de Leyva, Kolumbien) war ein kolumbianischer Schlagzeuger. Er war für fünf Jahre der Schlagzeuger von Elvis Presley.

## Leben
Geboren in Kolumbien und aufgewachsen in den USA, spielte Lynn das Schlagzeug in It's now or never (1960) von Elvis Presley. Presley schenkte ihm zum Dank eine goldene Schallplatte. Lynn besaß zuletzt die Bar Legends and Superstars in Bogotá, die er mit Elvis-Fotos und -Autogrammen geschmückt hatte. Mit Elvis Presley war er bis zu dessen Tode im Jahre 1977 befreundet.
Lynn starb an einem Lungenleiden.
| Personendaten    | Personendaten                                                     |
| ---------------- | ----------------------------------------------------------------- |
| NAME             | Lynn, Bill                                                        |
| ALTERNATIVNAMEN  | Lynn, Bill Rueda (vollständiger Name)                             |
| KURZBESCHREIBUNG | kolumbianischer Schlagzeuger, Mitglied der Band von Elvis Presley |
| GEBURTSDATUM     | 17. März 1933                                                     |
| GEBURTSORT       | Bogotá                                                            |
| STERBEDATUM      | 5. Januar 2006                                                    |
| STERBEORT        | Villa de Leyva, Kolumbien                                         |